# Casselman (Ontario)
Casselman (offiziell Municipality of Casselman) ist eine Gemeinde im östlichen Ontario, Kanada, im Prescott and Russell United Counties am South Nation River. Sie hat den Status einer Lower Tier (untergeordneten Gemeinde).
In Casselmann lebt eine große Anzahl von Franko-Ontarier. Bei offiziellen Befragungen gaben etwa 80 % der Bewohner an französisch als Muttersprache oder Umgangssprache zu verwenden. Etwa 20 % der Bewohner gaben an englisch als Muttersprache oder Umgangssprache zu sprechen. In Casselman gilt der „French Language Services Act“. Obwohl Ontario offiziell nicht zweisprachig ist, sind nach diesem Sprachgesetz die Provinzbehörden verpflichtet ihre Dienstleistungen auch in französischer Sprache anzubieten. Die Gemeinde gehört auch der Association française des municipalités d’Ontario (AFMO) an und fördert die französische Sprachnutzung auch auf Gemeindeebene.

## Lage
Die Gemeinde liegt im Québec-Windsor-Korridor, etwa 50 Kilometer Luftlinie östlich von Ottawa bzw. etwa 100 Kilometer Luftlinie westlich von Montreal und ist vollständig umgeben von The Nation.

## Demografie
Der Zensus im Jahr 2016 ergab für die Gemeinde eine Bevölkerungszahl von 3548 Einwohnern, nachdem der Zensus im Jahr 2011 für die Gemeinde eine Bevölkerungszahl von noch 3626 Einwohnern ergeben hatte. Die Bevölkerung hat damit im Vergleich zum letzten Zensus im Jahr 2011 entgegen dem Trend in der Provinz leicht um 2,2 % abgenommen, während der Provinzdurchschnitt bei einer Bevölkerungszunahme von 4,6 % lag. Im Zensuszeitraum von 2006 bis 2011 hatte die Einwohnerzahl in der Siedlung noch deutlich stärker als der Trend um 10,7 % zugenommen, während sie im Provinzdurchschnitt nur um 5,7 % zunahm.

## Verkehr
Verkehrstechnisch wird die Gemeinde durch den Kings Highway 417, der Bestandteil des Trans-Canada Highways ist, erschlossen. Außerdem verläuft eine Eisenbahnstrecke der VIA Rail durch die Gemeinde und VIA Rail bedient den Bahnhof von Casselman mit Corridor-Personenzügen.